# All Blacks W.H. 2005
La A.S.D. All Blacks W.H. 2005 è una squadra italiana di hockey in carrozzina o wheelchairhockey, sport ormai conosciuto a livello mondiale, nel quale si annoverano in Italia due categorie, la Serie A1 e la Serie A2.

## Storia
La squadra A.S.D. All Blacks W.H. 2005 (più propriamente Associazione Sportiva Dilettantistica All Blacks Wheelchairhockey 2005) nasce a Genova il 7 settembre 1997 dalla squadra di Wheelchairhockey Gufi Genova, piccolo gruppo sportivo anch'esso creatosi nel 1995 dalla scissione con la squadra Blue Devils Genova.
La squadra "All Blacks" fu fondata dai Sig.ri Davide Garofano, Michele Trani, Gianluca Multari, ed Elio Parisi. Davide Garofano fu nominato Presidente dal Direttivo, e come atleta si fece conoscere per aver partecipato successivamente ai campionati mondiali di hockey in carrozzina ad Helsinki nel 2004.
Nel 1995 come detto, dalla squadra Blue Devils Genova, a causa dell'elevato numero di giocatori, venne creata una seconda squadra, dando così la possibilità a molti ragazzi di giocare e confrontarsi nel palcoscenico nazionale. Si scelse di trasferire 6 giocatori della prima squadra, i quali formarono i Gufi Genova. Successivamente i Gufi cambiarono denominazione in A.S.D. All Blacks W.H. 2005.
Davide Garofano, Michele Trani, Gianluca Multari, Elio Parisi, Mauro Guidorossi, Alfredo Marangoni, questo era il gruppo che formava la nuova squadra. Ragazzi tosti che diedero prova di grande carattere, tenendo testa a squadre già blasonate e di maggiore forza fisica come Dream Team Milano e Sharks Monza. Dopo la prima stagione nel 1995, alcuni giocatori scelsero strade diverse, e la squadra rimase con quattro elementi, non sufficiente per affrontare la stagione successiva. Decisero in comune accordo di prendersi un anno sabbatico, solo fatto di allenamenti, per migliorarsi, ed essere più competitivi. Aveva inizio così la storia della A.S.D. All Blacks W.H. 2005.

## Ultimo staff dirigenziale e giocatori conosciuto Stagione 2012
| Ruolo             | Staff                | Ruolo                     | Giocatore            |
| ----------------- | -------------------- | ------------------------- | -------------------- |
| Presidente        | Davide Garofano      | Portiere-Stick            | Jimmy Argoubi        |
| Segretario        | Mariateresa Pagliaro | Difensore-Stick           | Danilo Bruzzone      |
| Allenatore        | Alessandro Vicini    | Centrale-Stick            | Davide Garofano      |
| Direttore Tecnico | Paolo Rovelli        | Attaccante-Stick-Capitano | Janzeeb Khan         |
| Preparatore       | Angelo Garofano      | Attaccante-Mazza          | Davide Di Molfetta   |
| Preparatore       | Gianni Bruzzone      | Attaccante-Mazza          | Gaetano De Marco     |
| Preparatore       | Michele La Piana     | Attaccante-Mazza          | Riccardo Sorrentino  |
|                   |                      | Attaccante-Mazza          | Massimiliano Mortara |

## Cronistoria
| Stagione | Categoria | Piazzamento                |
| -------- | --------- | -------------------------- |
| 1998     | Serie A   | 4 Girone A                 |
| 1999     | Serie A   | 5 Girone A                 |
| 2000     | Serie A   | 5 Girone A                 |
| 2001     | Serie A   | 5 Girone A                 |
| 2002     | Serie A   | 4 Girone A - 7 ai Play Off |
| 2003     | Serie A   | 1 Girone A - 4 ai Play Off |
| 2004     | Serie A   | 3 Girone A - 7 ai Play Off |
| 2005     | Serie A   | 3 Girone A                 |
| 2006     | Serie A   | 3 Girone A                 |
| 2007     | Serie A   | 5 Girone A                 |
| 2010     | Serie A2  | 4 Girone D                 |
| 2012     | Serie A2  | 4 Girone A                 |